# Bonellia pilosa
Bonellia pilosa is een lepelworm uit de familie Bonelliidae.
De wetenschappelijke naam van de soort werd in 1973 door A.J. Dartnall gepubliceerd.